# Inmigración peruana en Paraguay
La inmigración peruana en Paraguay es un fenómeno relativamente reciente, en comparación a otras corrientes sudamericanas como la argentina o la brasileña, que se establecieron en su territorio desde finales del siglo XIX, en el caso de los primeros; y la década de los 70, en el caso de los segundos.
En 2016, los peruanos residentes en el país sumaban 5.500 personas, la mayoría de ellos afincados en la ciudad de Asunción y en su área metropolitana (municipios de Fernando de la Mora, Lambaré, Luque, Mariano Roque Alonso, San Lorenzo).
Este colectivo cuenta con su propia organización: la Asociación de Peruanos Residentes en el Paraguay.

## Historia
La primera migración significativa de peruanos al Paraguay se remonta a la década de los 80 y continúa durante la de los 90. Estos grupos son expulsados, salen de su país como migrantes forzados por la crisis y la inseguridad generadas por cuestiones políticas. Dicha población se caracterizó por estar constituida por profesionales calificados (abogados, economistas, ingenieros, arquitectos, médicos, etc.), que se asentaron en el país por el abaratamiento del costo de vida, la relativa tranquilidad política y la posibilidad de obtener trabajo dada su alta calificación.
Se hace la aclaración de que muchos de estos inmigrantes retornaron al Perú una vez estabilizados los problemas políticos.
También cabe mencionar, que el primer contingente se caracterizó por conformarse con migrantes con capital que vinieron con la intención de invertir en el país.
La migración más reciente de peruanos, en cambio, se caracteriza por pertenecer a un bajo estrato social. Este grupo empezó a llegar en la década de los 90, conformado por comerciantes o vendedores informales que recorrieron la república en busca de mejores lugares de venta de sus productos.
Dentro de este grupo también se encuentran los “bohemios”, personas que suben a los colectivos a cantar y a ganarse el sustento diario, y algunos desempleados que viven a expensas de sus connacionales.

## Asociación de Peruanos Residentes en el Paraguay
Fue fundada el 8 de setiembre de 1988, a instancias del inmigrante Félix Ramón Rojas Huaroto.
Sus objetivos son: 
- Reunir en su seno a los peruanos de nacimiento y naturalizados, a los cónyuges de éstos, y a los hijos de peruanos nacidos en el extranjero, así como a los amigos del Perú que por algún motivo se hallan ligados a la problemática peruana.

- Mantener vigentes en su más pura expresión los valores históricos y culturales del Perú, con miras a la unión entre los integrantes de la Institución, sin distintos de credo, raza, ni ideologías políticas.

- Mantener la más estrecha vinculación con la representación peruana acreditada en el Paraguay, colaborando en todo lo que se le solicite para hacer conocer el Perú en sus diferentes manifestaciones.

- Estrechar los vínculos de amistad con el pueblo paraguayo a través de sus Instituciones poniendo énfasis en los aspectos culturales.
- Mantener vinculaciones con otras Entidades y organizaciones afines de los países hermanos, establecidas en el Paraguay.

- Propender a la asistencia social, técnica, y económica entre sus integrantes, aprovechando de los conocimientos profesionales y técnicos de sus miembros.

- Crear las condiciones subjetivas para la formación y operación de una Cooperativa de Servicios Generales, como primer paso hacia su gestión administrativa para brindar asistencia a los miembros que la necesiten.

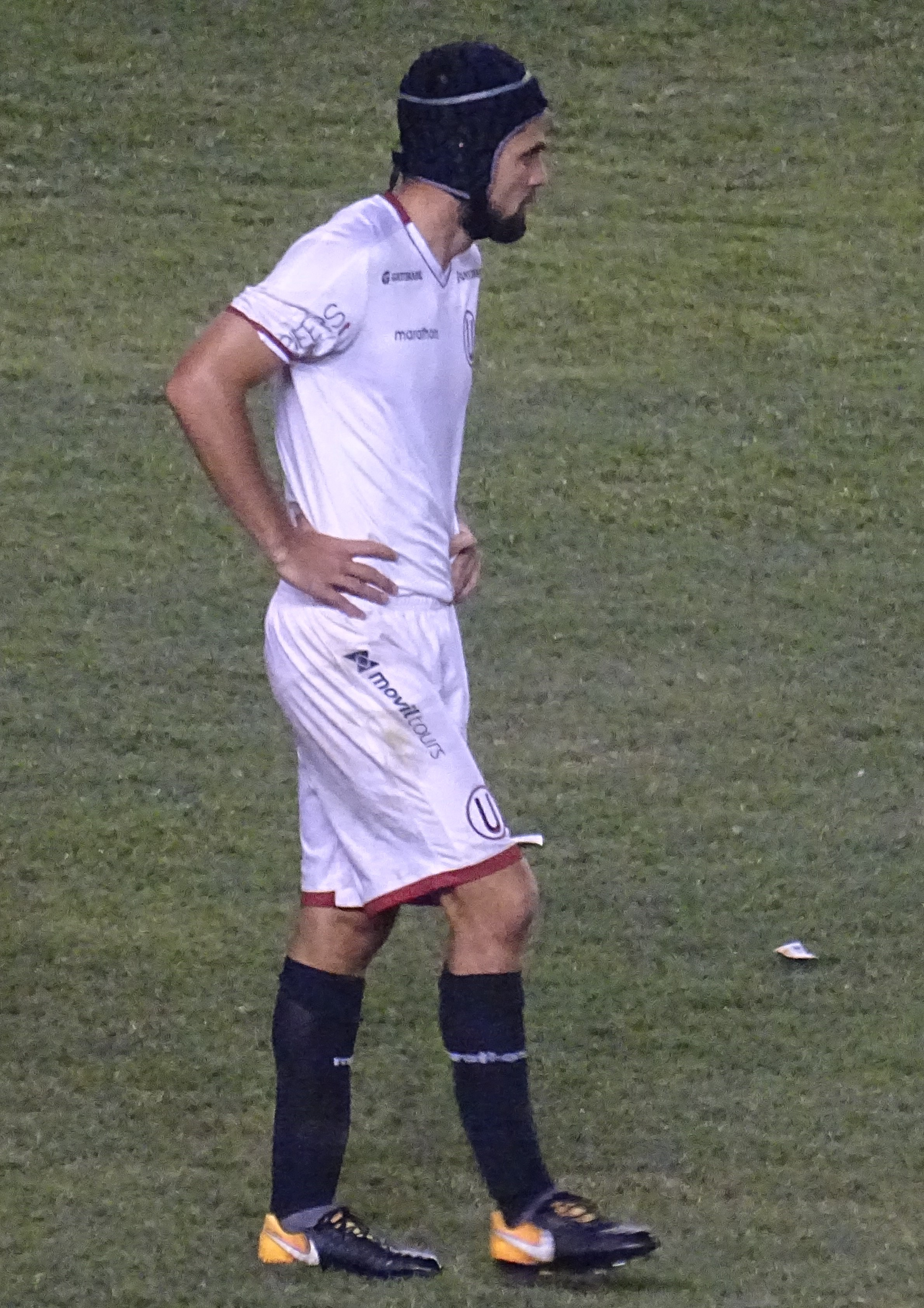
Werner Schuler (1990)

## Personas destacadas
- Stephanie La Torita Bragayrac: luchadora de artes marciales mixtas
- Negib Giha: fotógrafo de moda y publicidad.
- Sofía Paoli Thorne: productora audiovisual.
- Renzo Ruiz: exvocalista de la agrupación Cultura Nativa.
- Werner Schuler: futbolista.